# Spatial turn
Als Spatial turn (von lat. spatium ‚Raum‘, engl. turn ‚Wende‘), auch topologische Wende, seltener raumkritische Wende, wird seit Ende der 1980er-Jahre ein Paradigmenwechsel in den Kultur- und Sozialwissenschaften bezeichnet, der den Raum bzw. den geographischen Raum als kulturelle Größe wieder wahrnimmt. Ein Paradigmenwechsel liegt insofern vor, als damit einhergeht, dass nicht mehr allein die Zeit im Zentrum kulturwissenschaftlicher Untersuchungen steht, wie dies in der Moderne der Fall war, sondern ihr nun auch der Raum an die Seite gestellt wird.
Die englischsprachige Benennung der topologischen Wende ist nicht eindeutig. Verwendung finden: „spatial turn“, „topographical turn“ und „topological turn“. Wie Döring/Thielmann feststellen, sind diese Begriffe jedoch keinesfalls synonym zu verwenden. So wird der topological turn beispielsweise von Doris Bachmann-Medick als eine Unterströmung des spatial turn bezeichnet.

## Entwicklung
Durch die nationalsozialistische Ideologie und die Eroberungskriege des Naziregimes im Zweiten Weltkrieg zur Schaffung eines neuen „Lebensraums im Osten“ war nach Ende des Zweiten Weltkrieges in Deutschland die Beschäftigung mit kulturellen und geographischen Räumen zunächst diskreditiert. Erst in den 1980er-Jahren rückte diese Perspektive wieder verstärkt ins Interesse, was vor allem den Geographen David Harvey, Edward Soja, Derek Gregory, Steve Pile, Doreen Massey zu verdanken ist. Mit dem Wegfall der Blöcke des Kalten Krieges und der Öffnung der Grenzen verstärkte sich das Interesse der Sozial- und Kulturwissenschaften an geographischen Phänomenen. Zugleich wurden mit dem Internet neue kulturelle Räume geschaffen, die nicht mehr mit den Kategorien eines physischen Raumes einzufangen waren, sondern auf medialer Ebene Raumverdichtungen herbeiführten.

## Neues Raumverständnis
Wie besonders gut am virtuellen Raum des Internets ersichtlich ist, wird hier eine neue Raumauffassung nötig, die den Raum nicht mehr als einen Behälter versteht, in dem sich Menschengruppen und Kulturen befinden. Stattdessen erscheint der Raum nun als das Ergebnis sozialer Beziehungen, das dem Interesse und Handeln einzelner Menschen oder Gruppen entspringt, der natürliche (oder reale) Raum wird ergänzt durch die für das Subjekt dominante, sozial und kulturell überformte Raum-Wahrnehmung bzw. -konstruktion.
Damit die topologische Wende tatsächlich einen Paradigmenwechsel darstellt, genügt es daher nicht, wenn der Raum zum Untersuchungsgegenstand wird. Stattdessen muss vielmehr versucht werden, räumlich zu denken und von Anbeginn der Untersuchung aus sich dem Gegenstand mit räumlichen Kategorien zu nähern. Erst dann wird der Raum zu einer neuen Analysekategorie.
Traditionell ist vor allem die Architektur als Disziplin ein zentraler Ansprechpartner in Fragen sich wandelnden Verständnisses von Raumdynamik. So ist der Ortsbezug in der Architektur Spiegelbild des „Eingefügtseins des Menschen mitsamt seiner Artefakte in die Gesamtheit alles Seienden“.